# Eryngium spinosissimum
Eryngium spinosissimum là một loài thực vật có hoa trong họ Hoa tán. Loài này được Stapf & Wettst. mô tả khoa học đầu tiên năm 1886.